# Stories (ANNAのアルバム)
『Stories』（ストーリーズ）は、ANNA2枚目となるオリジナル・アルバム。1998年3月18日にアイノックス・レコードから発売された。

## 解説
角松敏生の新人ボーカリスト発掘プロジェクト、VOCALANDでの活動を経て発売された2ndアルバム。
前作『ANNA』同様、角松のプロデュースであるが、ソングライターとしては2曲のみ提供にとどまっている。
結果的に最後のオリジナル・アルバムとなった。

### 復刻版としての再リリース
リリースから四半世紀を経て、既に廃盤・稀少品となっている。その為、ネットオークション・ECサイト・中古市場などでは高値で取引されている。また音楽配信ですら行われていなかったが、2023年10月18日に販売元のポニーキャニオンより1stアルバム『ANNA』が高品質UHQCD規格の上で、復刻版として再リリースに伴い、本アルバム含めポニーキャニオン（旧・アイノクスレコード）在籍時代の全楽曲の音楽配信も同日より開始された。
合わせて1stアルバム復刻版のリリース理由について公式サイトはこう述べている。
| 「                              | 近年のシティポップブームの中、角松敏生プロデュースの重要作品として国内外のシティポップリスナーによって掘り起こされ、再び注目を集めるようになることから今回のリリースに至った。 | 」 |
| —ポニーキャニオン公式サイトより | |    |

これについてANNAは、
| 「    | 14歳でこの世界を選び、今やラジオ歴の方が長くなり、当時を知らない世代の方たちにも時を経て楽曲を世界中に届けられる事に大変感謝しております。 | 」 |
| —ANNA | |    |

と述べている。
2024年2月14日には、1stアルバム『ANNA』の復刻版に続き、販売元のポニーキャニオンより高品質UHQCD規格の上で、復刻版（品番：PCCA-50320）としてリリース予定。
当該復刻版アルバムについてANNAは、
| 「    | メロディの難しさと歌詞への理解力、あれから25年、今ならどう歌うだろう？と考えますが”案ずるより歌うが易し”音楽の良さは不変だと、私自身も改めて聞き込んでおります。 | 」 |
| —ANNA | |    |

と述べている。

## 収録曲
| #         | タイトル                                          | 作詞                | 作曲             | 編曲               | 時間  |
| --------- | ------------------------------------------------- | ------------------- | ---------------- | ------------------ | ----- |
| 1.        | 「あんなに恋した 〜Album Version〜」(5thシングル) | 井上秋緒            | 岡本朗           | 浅野祥之・田中倫明 | 4:43  |
| 2.        | 「WANNA KISS」                                    | 康珍化              | 林哲司           | 林哲司             | 5:00  |
| 3.        | 「Without You」                                   | ANNA                | Buster & Shovani | 佐野健二           | 5:22  |
| 4.        | 「SUNDAY MORNING HAPPY! 〜夢に泳げば〜」          | 井上秋緒            | 上田知華         | 小林信吾           | 5:05  |
| 5.        | 「予感」                                          | ANNA                | 角松敏生         | 佐野健二           | 4:03  |
| 6.        | 「Sugar Sugar」                                   | 藤井美保・HIRO P.J. | 佐藤博           | HIRO P.J.          | 3:40  |
| 7.        | 「Let's Imagine」                                 | 尾崎亜美            | 尾崎亜美         | 小林信吾           | 4:47  |
| 8.        | 「Joy」                                           | 山田ひろし          | 佐藤博           | HIRO P.J.          | 4:47  |
| 9.        | 「Single Girl」                                   | 康珍化              | 林哲司           | 林哲司             | 4:50  |
| 10.       | 「悲しみはあなたを強くする」                      | 角松敏生            | 角松敏生         | 角松敏生           | 4:47  |
| 合計時間: | 合計時間:                                         | 合計時間:           | 合計時間:        | 合計時間:          | 47:04 |